# Volcán subglaciar

Esquema de la erupción de un volcán subglacial.

Un volcán subglacial, también conocido como glaciovolcán, es una forma volcánica producida por erupciones subglaciales o erupciones debajo de la superficie de un glaciar o capa de hielo que luego se derrite en un lago debido a la lava ascendente. Hoy son más comunes en Islandia y la Antártida; formaciones más antiguas de este tipo se encuentran también en Columbia Británica y en el territorio de Yukon, Canadá . 
Durante la erupción, el calor de la lava del volcán subglacial derrite el hielo suprayacente. El agua enfría rápidamente la lava, dando como resultado lava acojinada similares a la encontrada cerca de volcanes submarinos . Cuando las lavas acojinadas se rompen y ruedan por las laderas del volcán, se forman brechas de cojín, brechas de toba y hialoclastita . El agua de deshielo puede liberarse desde debajo del hielo como sucedió en Islandia en 1996 cuando estalló la caldera Grímsvötn, derritiéndose 3 km³ de hielo y dando lugar a una súbita inundación. 
La forma de los volcanes subglaciales tiende a ser bastante característica e inusual, con una parte superior aplanada y lados empinados que no colapsan gracias a la presión del hielo y el agua de deshielo circundantes. Si el volcán se abre paso completamente a través de la capa de hielo, entonces se depositan flujos de lava horizontales y la parte superior del volcán adopta una forma casi nivelada. Sin embargo, si más tarde erupcionan cantidades significativas de lava subaerialmente, entonces el volcán puede asumir una forma más convencional. En Canadá, es común observar volcanes con formas cónicas y casi niveladas. Los volcanes subglaciales más marcadamente planos y de lados empinados se llaman tuyas, nombrados en honor a Tuya Butte en el norte de Columbia Británica por el geólogo canadiense Bill Mathews en 1947. En Islandia, estos volcanes también se conocen como montañas de la mesa . 

## Jökulhlaups
Las erupciones subglaciales a menudo causan jökulhlaups o grandes inundaciones de agua. En noviembre de 1996, el volcán Grímsvötn debajo de la capa de hielo de Vatnajökull hizo erupción y causó una inundación que afectó a más de 750 kilómetros cuadrados (289,6 mi²) y destruyó o dañó severamente varios puentes.
Durante las glaciaciones, se estimó que tales inundaciones del lago Missoula tenían descargas superiores a 17×106 m³/s y cubrían un tercio del este del estado de Washington. Sonia Esperanca, directora de programa en la Fundación Nacional para la Ciencia, comentó sobre el peligro de los volcanes subglaciales: "Cuando un volcán cubierto de hielo hace erupción, la interacción entre el magma fundido, el hielo y el agua de deshielo puede tener resultados catastróficos".

## Erupción antártica
En enero de 2008, los científicos de la Prospección Antártica Británica liderados por Hugh Corr y David Vaughan, informaron en la revista Nature Geoscience que hace 2.200 años, un volcán hizo erupción bajo la capa de hielo de la Antártida (según un estudio en el aire con imágenes de radar). La cual es considerada la mayor erupción en los últimos 10,000 años, se han hallado restos de ceniza volcánica en la superficie del hielo bajo las montañas Hudson, cerca del glaciar Pine Island .

## En Marte
Muchos científicos creen que el agua líquida existe a muchos kilómetros debajo de la superficie de Marte, pero en este momento es imposible perforar a esas profundidades con los rovers existentes. Meredith Payne y Jack Farmer, de la Universidad Estatal de Arizona, han estudiado imágenes de las cámaras Viking y Mars Orbiter en busca de posibles volcanes subglaciales que puedan llevar microbios a la superficie.

## Núcleos de hielo
Es posible rastrear erupciones de volcanes subglaciales catastróficas a tiempo con el análisis de núcleos de hielo como el núcleo Vostok. Las erupciones volcánicas subglaciales se identifican por capas con altas concentraciones de NO −
3  y SO 2−
4